# Џуно Бич (Флорида)
Џуно Бич (енгл. Juno Beach) град је у америчкој савезној држави Флорида. По попису становништва из 2010. у њему је живело 3.176 становника.

## Демографија
Према попису становништва из 2010. у граду је живело 3.176 становника, што је 86 (2,6%) становника мање него 2000. године.
| Група             | 2000.         | 2010.         |
| Белци             | 3.098 (95,0%) | 2.958 (93,1%) |
| Афроамериканци    | 14 (0,4%)     | 26 (0,8%)     |
| Азијати           | 20 (0,6%)     | 50 (1,6%)     |
| Хиспаноамериканци | 110 (3,4%)    | 120 (3,8%)    |
| Укупно            | 3.262         | 3.176         |